# Астафьев, Николай Александрович

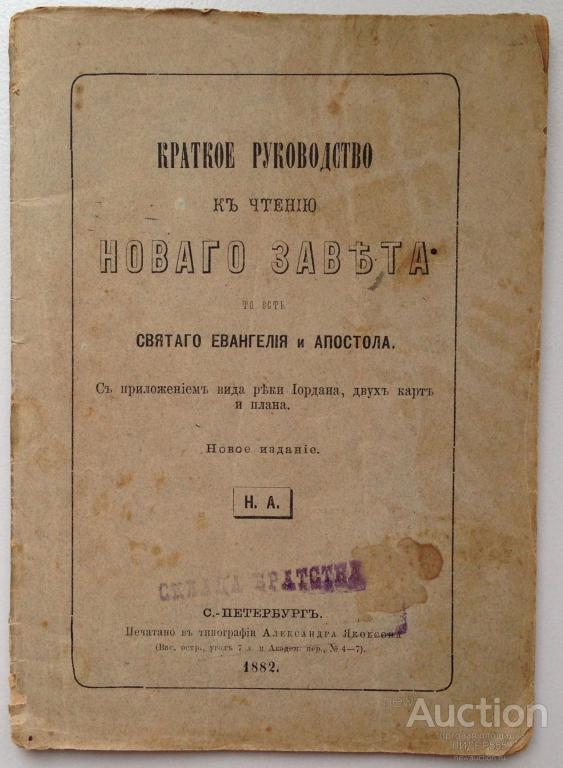
Обложка брошюры Н. А. Астафьева «Краткое руководство к чтению Нового Завета», изданной Обществом поощрения духовно-нравственного чтения в 1882 г.

Николай Александрович Астафьев (1825—1906) — русский историк, педагог и христианский писатель.

## Биография
Родился 17 (29) марта 1825 года в селе Совет Ростовского уезда Екатеринославской губернии.
Первоначальное образование получил частью дома, частью в частном пансионе Журдана в Санкт-Петербурге. В 1842 году поступил в Императорский Санкт-Петербургский университет, где занимался преимущественно историей Древней Греции под руководством профессора М. С. Куторги.
В 1847 году кончил курс кандидатом, а в 1850 году после защиты (оставшейся ненапечатанной) диссертации «О правлении четырёхсот в Афинах» был удостоен Санкт-Петербургским университетом степени магистра всеобщей истории. В том же году Н. А. Астафьев поступил преподавателем истории во второй кадетский корпус, а в 1856 году был принят в Петербургский университет приват-доцентом по кафедре всеобщей истории; в 1864 году был утверждён штатным доцентом, но в следующем году оставил университет.
В 1863 году вместе с единомышленниками основал «Общество для распространения Священного Писания в России»; после утверждения устава общества был в 1869 году избран его председателем и постоянно занимал эту должность на протяжении нескольких десятилетий; составил «по записям, воспоминаниям, письмам и годовым отчётам» очерк о его происхождения и деятельности (СПб.: тип. Е. Евдокимова, 1895. — 298 с.).
С открытием в 1867 году в Санкт-Петербурге историко-филологического института Н. А. Астафьев получил в нём кафедру всеобщей истории, которую занимал почти до самой смерти.
Умер 17 (30) октября 1906 года. Похоронен на Смоленском лютеранском кладбище.